# Maerua calantha
Maerua calantha är en kaprisväxtart som beskrevs av Ernest Friedrich Gilg. Maerua calantha ingår i släktet Maerua och familjen kaprisväxter. Inga underarter finns listade i Catalogue of Life.